# Jesús Pabón
Jesús Pabón y Suárez de Urbina (Sevilla, 26 de abril de 1902-Madrid, 27 de abril de 1976) fue un historiador, político y periodista español. Fue catedrático de Historia contemporánea de la Universidad Complutense de Madrid y director de la Real Academia de la Historia.

## Biografía
Nació en una familia hidalga y tradicionalista. Su padre, Benito Pabón y Galindo, era integrista, y su madre, Teresa Suárez de Urbina y Cañaveral, carlista. Era también sobrino de José Ignacio Suárez de Urbina, publicista y jefe tradicionalista en la provincia de Córdoba.
Su vida periodística y política se inició en el ámbito de la derecha en Sevilla durante la Segunda República Española. Miembro de Acción Nacional, en 1931 fue nombrado director de El Correo de Andalucía. En noviembre de 1933 se presentó a las elecciones en las listas de la Confederación Española de Derechas Autónomas (CEDA), siendo elegido diputado por Sevilla-capital, cargo que revalidó en las elecciones de febrero de 1936, las últimas efectuadas antes de la guerra civil española. Amigo íntimo de José Antonio Giménez-Arnau —jefe del servicio nacional de Prensa—, en 1938 éste le puso al frente del departamento de Prensa extranjera. Terminada la guerra, en 1940, fue nombrado presidente de la agencia EFE.
Su vida universitaria, centrada en el estudio de la historia contemporánea, comenzó con estudios en la Universidad de Granada y la Universidad de Sevilla, donde ocupó la cátedra de historia desde 1929. Posteriormente obtuvo la cátedra de Historia Contemporánea de la Universidad Complutense de Madrid (1941). Como historiador, su obra más notable es la monumental biografía del político catalán Cambó, publicada en tres volúmenes en 1952 y en 1969.
Entre otros cargos y distinciones, ocupó la secretaría del Patronato Menéndez Pelayo del CSIC y fue nombrado miembro de la Comisión Internacional del Trabajo de la UNESCO. Miembro de la Real Academia de la Historia desde su ingreso el 11 de abril de 1954, llegó a dirigir esa institución desde 1971 hasta su muerte. Fue enterrado en el cementerio de la Almudena.
Fue miembro del Consejo Privado del Conde de Barcelona.
Fueron hermanos suyos José Manuel Pabón, helenista, y Benito Pabón, abogado que se significó políticamente por su defensa de anarcosindicalistas durante la II República.

## Obras
- Palabras en la oposición (1935)
- La revolución portuguesa (1941-1945)
- Las ideas y el sistema napoleónicos (1944)
- Los virajes hacia la guerra. 1934-1939 (1946)
- Zarismo y bolchevismo (1948)
- Bolchevismo y literatura (1949), obra que obtuvo el Premio Nacional de Literatura de 1949.[13]
- Cambó (3 vols., 1952 y 1969), Barcelona, Alpha.
- El drama de Mosén Jacinto (1954)
- Franklin y Europa (1956)
- Días de ayer. Historias e historiadores contemporáneos (1963)
- El rey y la restauración (1964, publicado por el Consejo Privado del Conde de Barcelona, entonces en el exilio)
- La otra legitimidad (1965)
- Historia Contemporánea general (1970)
- La subversión contemporánea y otros estudios (1971)
- España y la cuestión romana (1972)
- Narváez y su época (1983), Madrid, Espasa-Calpe, col. Austral. Introducción de Carlos Seco Serrano.